# Larsboda
Larsboda är en stadsdel i Söderort inom Stockholms kommun, belägen mellan Nynäsvägen och Magelungsvägen. Stadsdelen gränsar till Farsta i höjd med Ågesta broväg och till Farsta Strand i Magelungsvägen. I öster gränsar stadsdelen till Huddinge kommun. Strax öster om Filipstadsbacken 36 ligger Burmanstorpsberg, ett 73 meter högt berg som har sitt namn efter Burmanstorp. 

## Historik

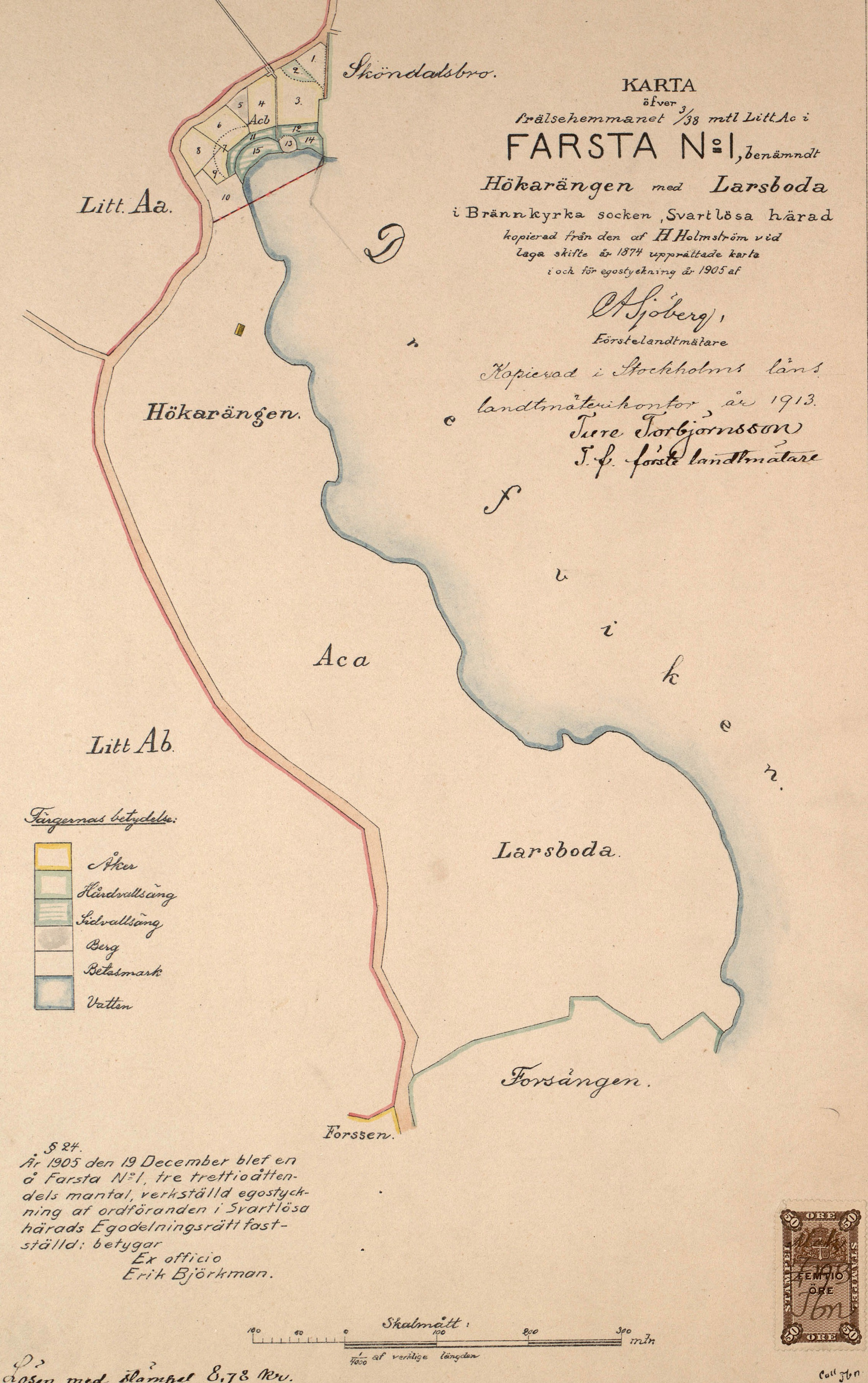
Larsboda och Hökarängen 1905.

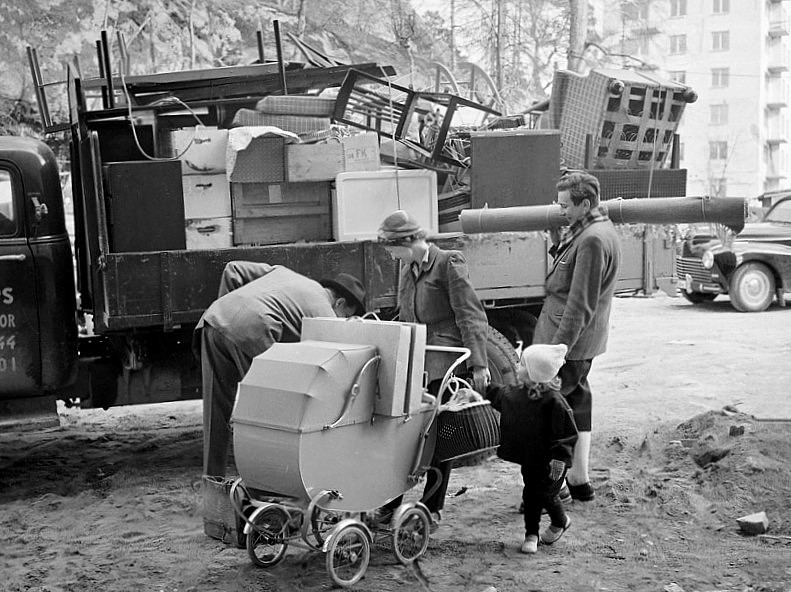
En av de första familjerna flyttar in på Filipstadsbacken, 1957.

År 1913 inkorporerades Brännkyrka socken (där Larsboda ingick) med Stockholms stad. Landområdet var tänkt som en framtida utökning av Stockholm. Fram till 1950-talet var Larsboda fortfarande ett lantligt område med några torp, men mest skog. Det enda som finns kvar från den tiden är Larsbodatorpet (strax norr om Edsvallabacken), som nämns vara krog redan på 1700-talet. Det är osäkert hur gammal den nuvarande byggnaden är, men troligen har den tillkommit efter 1800-talets mitt. Under slutet av 1700-talet fanns här ett dagsverkstorp som lydde under Farsta gård. Idag är det stadsdelens äldsta bevarade byggnad.
Den moderna bebyggelsen i Larsboda hör intimt samman med planeringen av den nya ABC-staden Farsta 1947. Stadsdelen fick sitt namn och sina gränser dragna 1955. När generalplanen för området gick ut på remiss samma år var det många instanser, bland annat stadsarkitekten och Skönhetsrådet, som beklagade att stora natur- och skönhetsvärden skulle försvinna. Synpunkterna vann dock inget gehör. Utbyggnaden av området påbörjades 1956 med ett höghusområde kring Filipstadsbacken, som ritades av Archibald Frid. 
Larsboda och Filipstadsbacken är därmed det verkliga pionjärområdet i Farsta. Punkthuset Filipstadsbacken 36 blev inflyttningsklart först, och den 1 maj 1957 började de allra första Farstaborna flytta in. Resten av husen på Filipstadsbacken färdigställdes efter hand, och i november 1957 var området i stort sett färdigbyggt med drygt 400 nya lägenheter i de sex nya höghuskropparna.
Att det blev just i Larsboda och på Filipstadsbacken som de första Farstaborna skulle flytta in var ingen slump. Det var endast i denna del av den planerade nya ABC-staden som det fanns någorlunda fungerande allmänna kommunikationsmedel till Stockholm. Nynäsbanans dåvarande station Södertörns villastad (idag  Farsta Strand) låg alldeles nedanför det bergsområde där Filipstadsbacken byggts och kunde således nyttjas av de första nybyggarna, i väntan på att busslinjer och tunnelbana skulle byggas ut och komma på plats.
År 1958 byggdes ett radhusområde kring Persbergsbacken och Forsbackagatan, arkitekt var Höjer & Ljungqvist. Radhusområdet kring Arvikagatan uppfördes av HSB cirka 1960. Vid Mårbackagatan hade Telia Sonera AB ett huvudkontor för sin svenska verksamhet. Byggnaden uppfördes 1966 som Televerkets förvaltningsbyggnader, Farsta efter ritningar av Gösta Danielson och Bengt Hidemark, 1969 vann byggnaden utmärkelsen Kasper Salin-priset. Byggnaden var huvudkontor för Televerket. Efter bolagiseringen och uppdelningen av Televerket i Telia respektive Post- och telestyrelsen flyttade myndigheten Post- och telestyrelsen till nya lokaler på Birger Jarlsgatan i centrala Stockholm. Telias huvudkontor förblev i Farsta till samgåendet med finska Sonera. Telia Sonera förlade det gemensamma huvudkontoret vid Stureplan medan kontoret i Farsta  fortsatte vara säte för den svenska verksamheten. Efter att verksamheten flyttats till Arenastaden i Solna kommun omvandlas Televerkets gamla område till bostäder. 
På området mellan den gamla Larsbodaskolan och Farsta strands pendeltågsstation uppförs sedan 2007 ett nytt bostadsområde. I detta område fanns under pionjäråren och några decennier framåt en sport- och idrottsplats med en grusad fotbollsplan samt löparbanor och längd- och höjdhoppsgropar. Vintertid spolades planen till is för allmän skridskoåkning samt bandyspel. På planen närmast Larsbodaskolan uppfördes även en ishockeyrink, där bland andra Djurgårdens och Tre Kronors Mats Waltin var en av många som tog sina första skridskoskär.

## Bilder

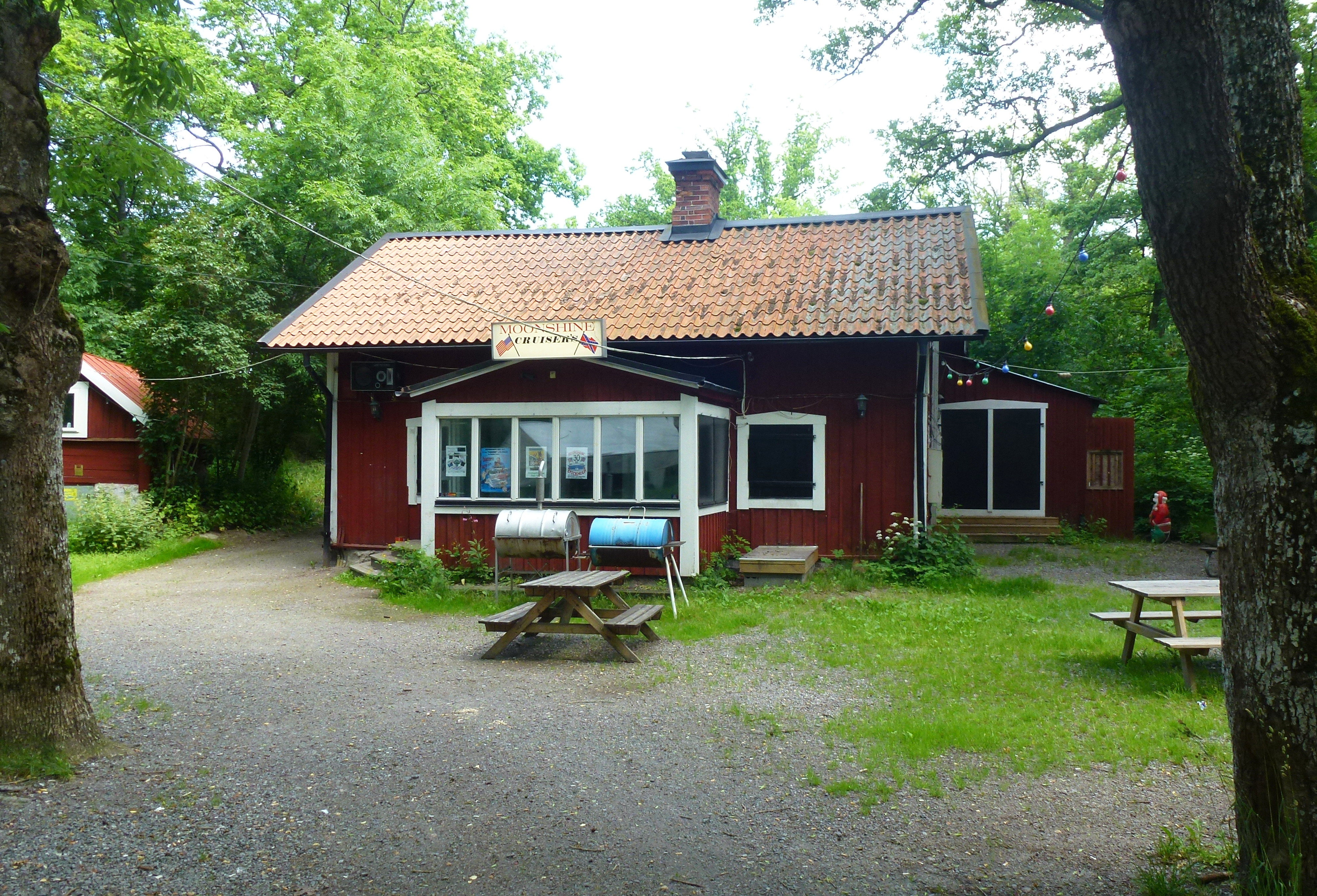
Larsbodatorpet byggt 1788, stadsdelens äldsta bevarade byggnad.
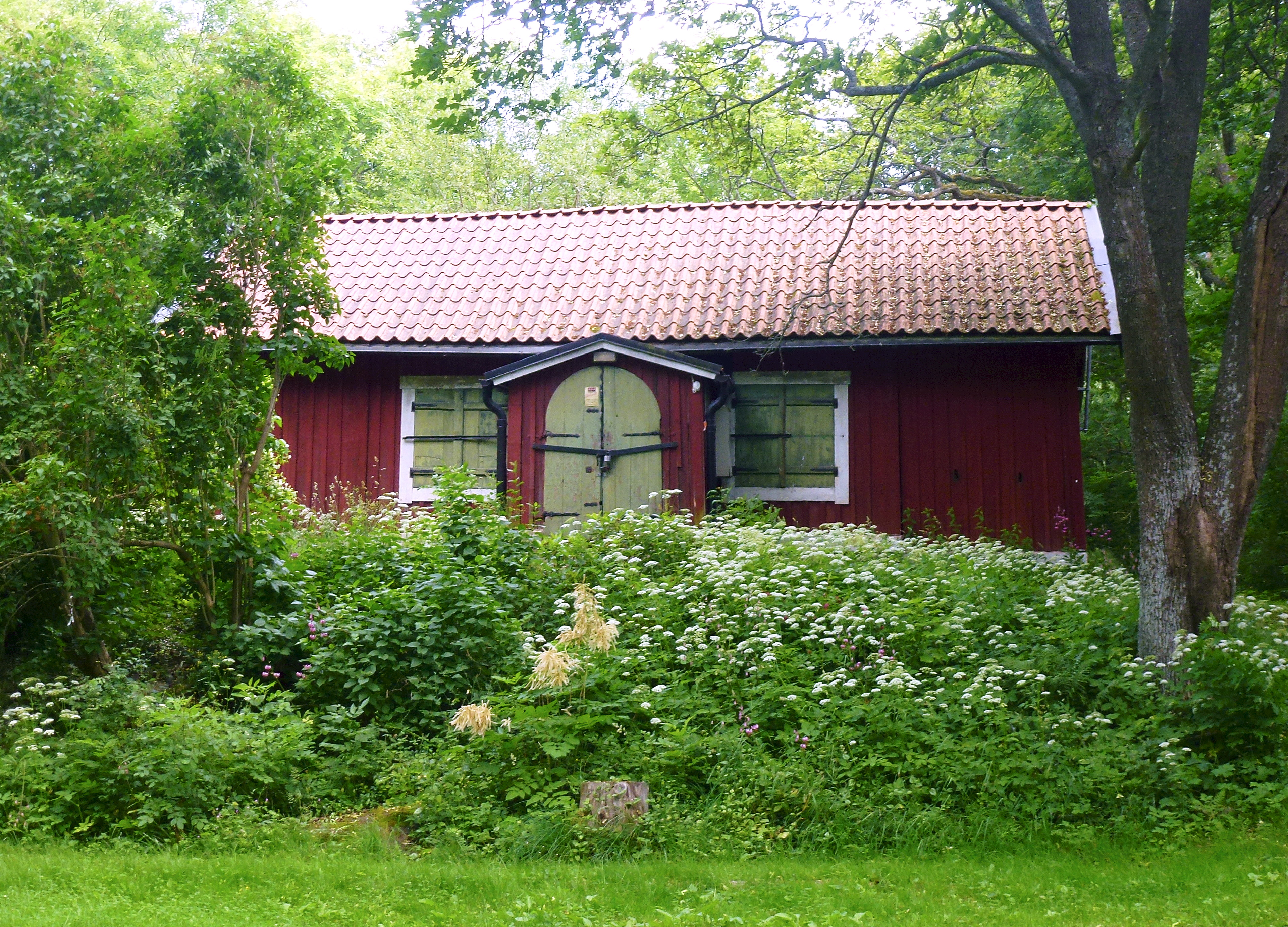
"Grindstugan" från 1850, ligger intill Larsbodatorpet.
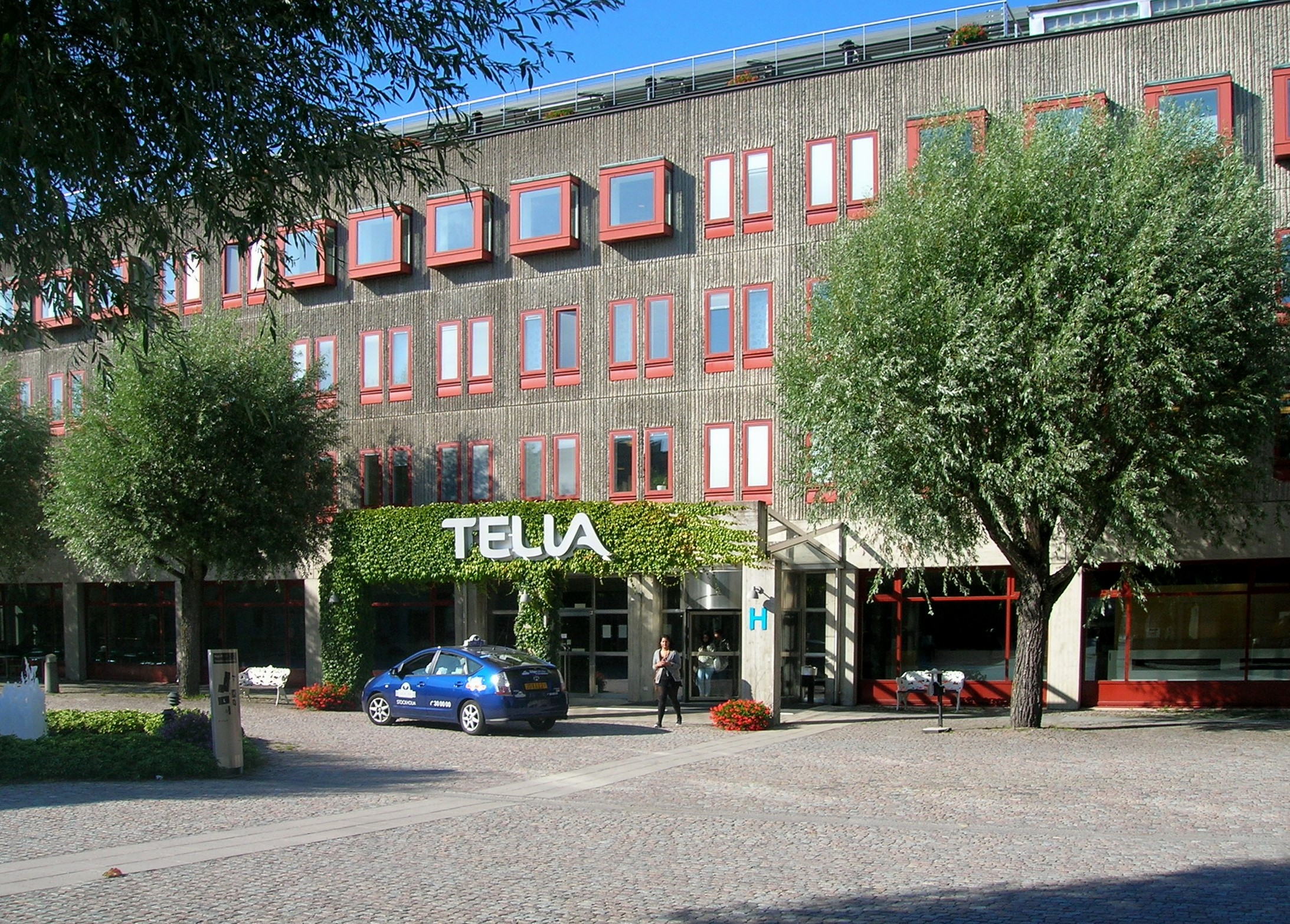
Telia Soneras svenska huvudkontor vid Mårbackagatan.
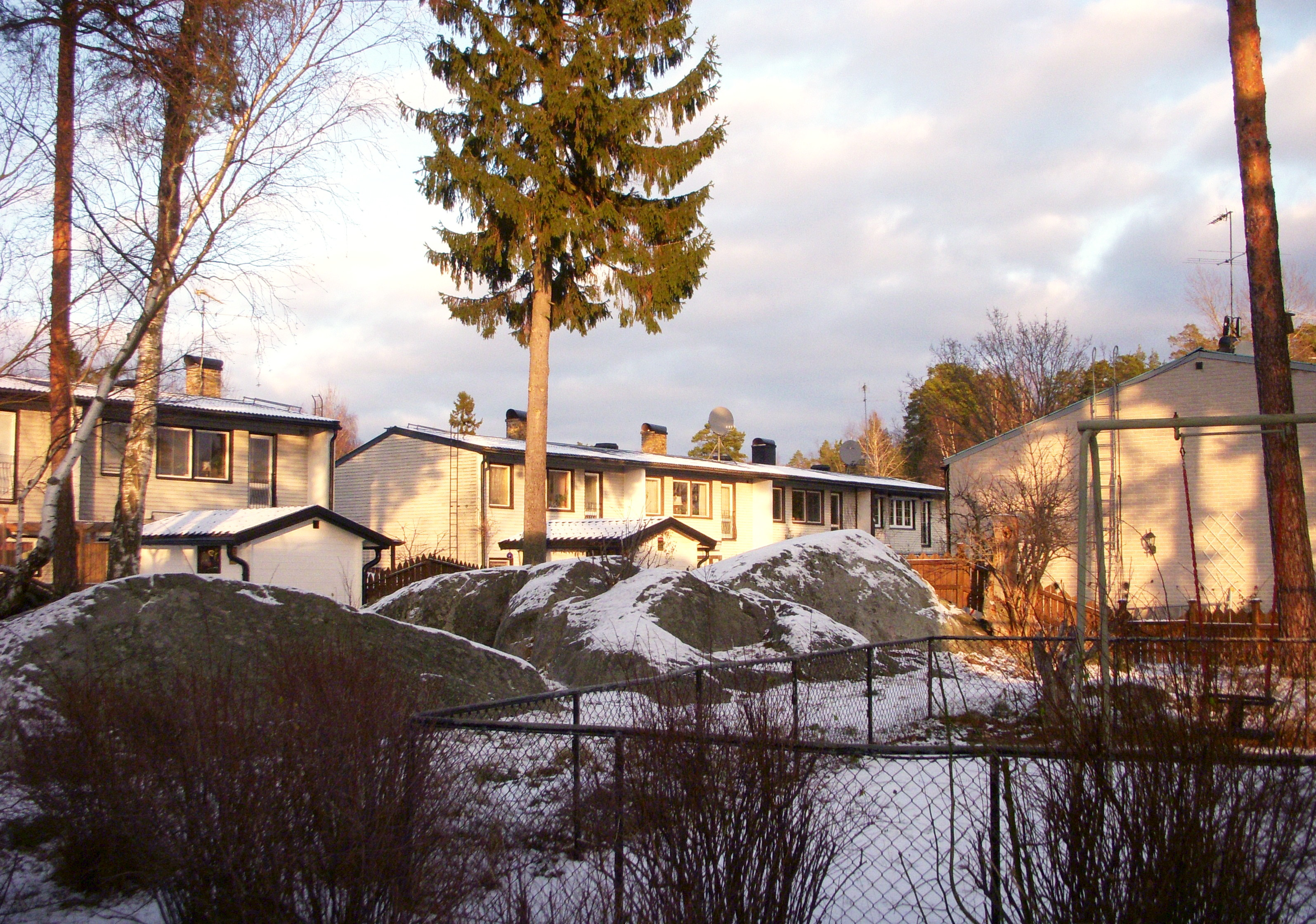
Radhus vid Forsbackagatan.

## Demografi
År 2017 hade stadsdelen cirka 2 400 invånare, varav cirka 36,2 procent med utländsk bakgrund, att jämföra med 32,8 procent i Stockholms kommun.